# Lázár Sándor (színművész)
Lázár Sándor (Budapest, 1955. július 16. – Pomáz, 2005. augusztus 22.) magyar színész, szinkronszínész. Nagyon sok filmben és sorozatban adta egy szereplő magyar hangját, például Ned Flandersét a Simpson családban, ezen kívül narrátor is volt.
Lázár Sándor 1973-tól 1987-ig volt az Állami Déryné Színház (a későbbi Népszínház) tagja. Miután a színház megszűnt, Lázár sorozatokban, illetve filmekben kezdett szinkronizálni. Műsorvezető volt különböző road show-kon. Emellett újságíróként is dolgozott. Dolgozott a TV2-nek, a Napló című műsor tartalomajánlóját hallhatták a hangján a nézők. Gyakran volt pornófilmek szinkronhangja is.
Szerepelt a Bajor-showban, a Szeret nem szeretben, és a Gáspár c. filmben is. Az Irigy Hónaljmirigy sorozatában összesen 29 alkalommal ő olvasta fel a bevezetőszöveget. A Topic internetes oldalon, melyet gyakran látogatott, több ember kérésére látogatást szervezett egy szinkronstúdióba.

## Halála
2005. augusztus 22-én egy Ford Sierra Pomázról Szentendre irányában haladva előzni kezdte a kocsisort, és átment a szemben levő sávba. A vele szemben lévő motorral ütközött, melyet Lázár Sándor vezetett. Lázár a helyszínen meghalt, a sofőr nem sérült meg.

## Szinkronhang
| Év   | Cím                                           | Angol cím                               | Színész                                                  |
| ---- | --------------------------------------------- | --------------------------------------- | -------------------------------------------------------- |
| 1937 | Semmi sem szent                               | Nothing Sacred                          | Max Rosenbloom                                           |
| 1939 | Frankenstein fia                              | Son of Frankenstein                     |                                                          |
| 1939 | Jamaica fogadó                                | Jamaica Inn                             | Edwin Greenwood                                          |
| 1940 | A nagy sztory                                 | His Girl Friday                         |                                                          |
| 1942 | Frankenstein szelleme                         | The Ghost of Frankenstein               |                                                          |
| 1944 | Frankenstein háza                             | House of Frankenstein                   |                                                          |
| 1945 | Tarzan 09.: Tarzan és az amazonok             | Tarzan and the Amazons                  | Lionel Royce                                             |
| 1954 | Váratlan                                      | Suddently                               | Willis Bouchey                                           |
| 1959 | Salamon és Sába királynője                    | Solomon and Sheba                       | David Farrar                                             |
| 1961 | A félszemű Jack                               | One-Eyed Jacks                          |                                                          |
| 1963 | James Bond 02.: Oroszországból szeretettel    | From Russia with Love                   |                                                          |
| 1966 | Winnetou és barátja, Old Firehand             | Winnetou und sein Freund Old Firehand   | Harald Leipnitz                                          |
| 1968 | A magányos cowboy                             | Will Penny                              |                                                          |
| 1970 | Herkules New Yorkban                          | Hercules in New York                    |                                                          |
| 1971 | Arany a prérin                                | Anda muchacho, spara!                   |                                                          |
| 1971 | James Bond 07.: Gyémántok az örökkévalóságnak | Diamonds Are Forever                    | Ray Baker                                                |
| 1972 | Élet vagy halál                               | Una ragione per vivere e una per morire |                                                          |
| 1972 | Micsoda házasság!                             | Pete ’n’ Tillie                         |                                                          |
| 1972 | Vadnyugati Casanova                           | Si può fare... Amigo                    | Riccardo Pizzuti                                         |
| 1972 | Vigyázat, vadnyugat!                          | E poi lo chiamarono il magnifico        | Tony Norton                                              |
| 1973 | A majmok bolygója 5. – A csata                | Battle for the Planet of the Apes       | Paul Stevens                                             |
| 1973 | Piedone 1.: Piedone, a zsaru                  | Piedone lo sbirro                       | vendéglős, Marseille-iek képviselője, helyszínelő rendőr |
| 1974 | Hurrikán                                      | Hurricane                               |                                                          |
| 1974 | A vád: emberölés                              | Death Sentence                          |                                                          |
| 1975 | Az ápolónő                                    | L’infermiera                            | Jack Palance                                             |
| 1975 | Hindenburg                                    | The Hindenburg                          |                                                          |
| 1975 | Piedone 2.: Piedone Hongkongban               | Piedone a Hong Kong                     | Chaplin Chang                                            |
| 1975 | Szerelem és halál                             | Love and Death                          | Sol Frieder                                              |
| 1976 | Keresd a nőt!                                 | Find the Lady                           |                                                          |
| 1976 | Shaolin halál kamrája                         | Shao Lin mu ren xiang                   |                                                          |
| 1977 | Csillagok háborúja IV. – Egy új remény        | Star Wars: Episode IV – A New Hope      |                                                          |
| 1977 | A híd túl messze van                          | A Bridge Too Far                        | Michael Graham Cox                                       |
| 1977 | A rettegés autója                             | The car                                 | Robert Phillips                                          |
| 1978 | Forró rágógumi, avagy ilyen az eszkimó citrom | Eskimo limon                            | hang a moziban                                           |
| 1978 | Mindenáron vesztes                            | Every Which Way But Loose               |                                                          |
| 1978 | Ördögi hagyaték                               | The Legancy                             |                                                          |
| 1978 | Óvakodj a törpétől                            | Foul play                               | Chuck Walsh                                              |
| 1978 | Piedone 3.: Piedone Afrikában                 | Piedone l`africano                      | Antonio Allocca, Sergio Smacchi, Claudio Ruffini         |
| 1978 | Részeges karatemester                         | Jui quan                                |                                                          |
| 1979 | Almagombóc banda 2.                           | The Apple Dumpling Gang Rides Again     |                                                          |
| 1979 | Hair                                          | Hair                                    | Joe Acord, Harry Gittleson, barakk tiszt                 |
| 1979 | Rettenthetetlen hiéna                         | Xiao quan guai zhao                     |                                                          |
| 1980 | Cannibal Holocaust                            | Cannibal Holocaust                      |                                                          |
| 1980 | Az elcserélt gyermek                          | The Changeling                          | C.M. Campel                                              |
| 1980 | Az elefántember                               | The Elephant Man                        | John Standing                                            |
| 1980 | Félmaréknyi Kung-fu                           | Dian zhi gong fu gan chian chan         |                                                          |
| 1980 | Határsáv                                      | Borderline                              |                                                          |
| 2003 | Johnny English                                | Johnny English                          | Kevin McNally                                            |